# Geografia Nepalu

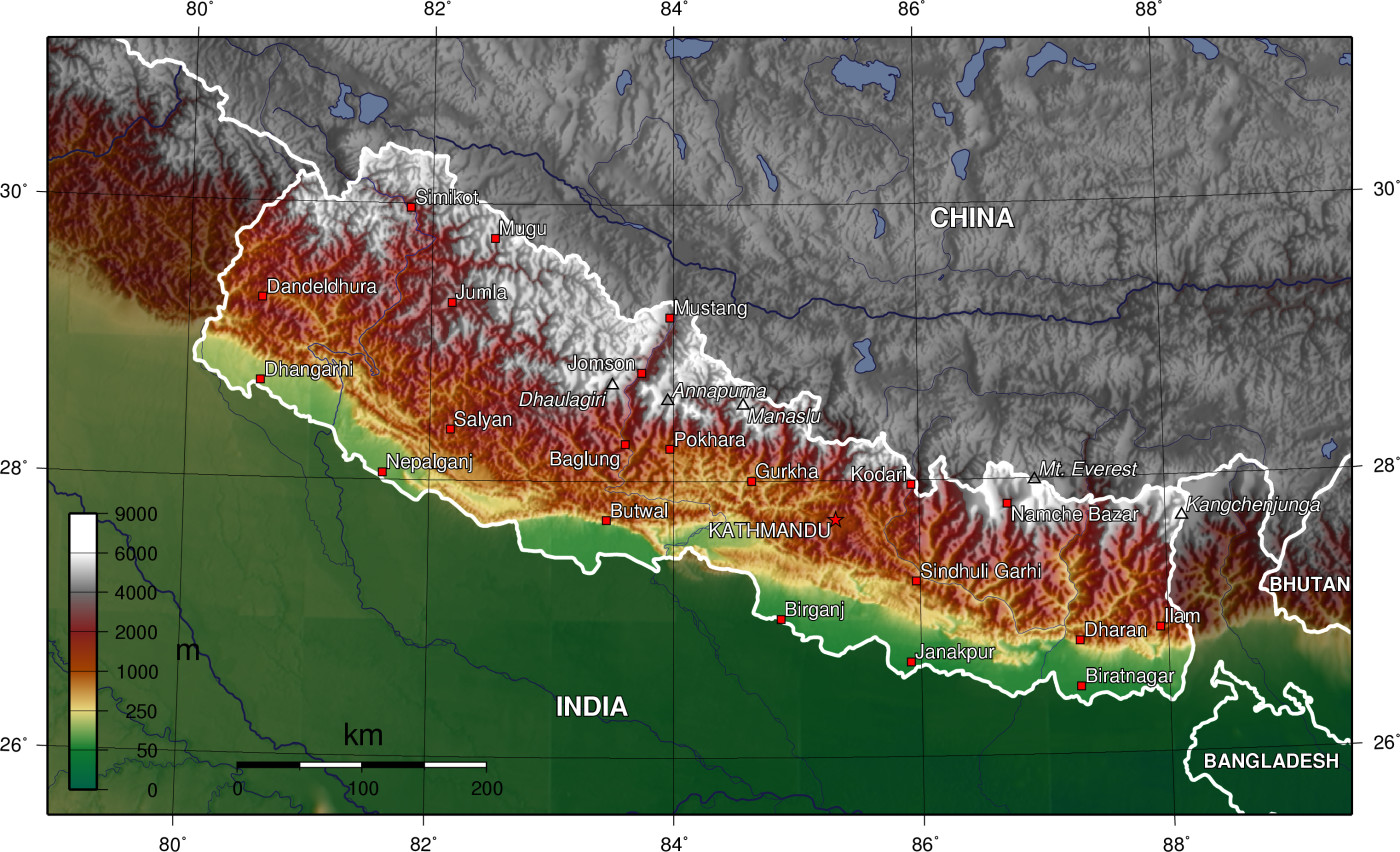
Mapa fizyczna Nepalu

Nepal jest niewielkim państwem leżącym w Azji Południowej na obszarze Himalajów i częściowo Niziny Hindustańskiej.

## Powierzchnia i granice
Powierzchnia – 140 800 km² zbliżona do połowy powierzchni Polski. Kraj rozciąga się równoleżnikowo. Jego długość ze wschodu na zachód wynosi ok. 800 km, a szerokość z północy na południe waha się od 150 do 250 km.

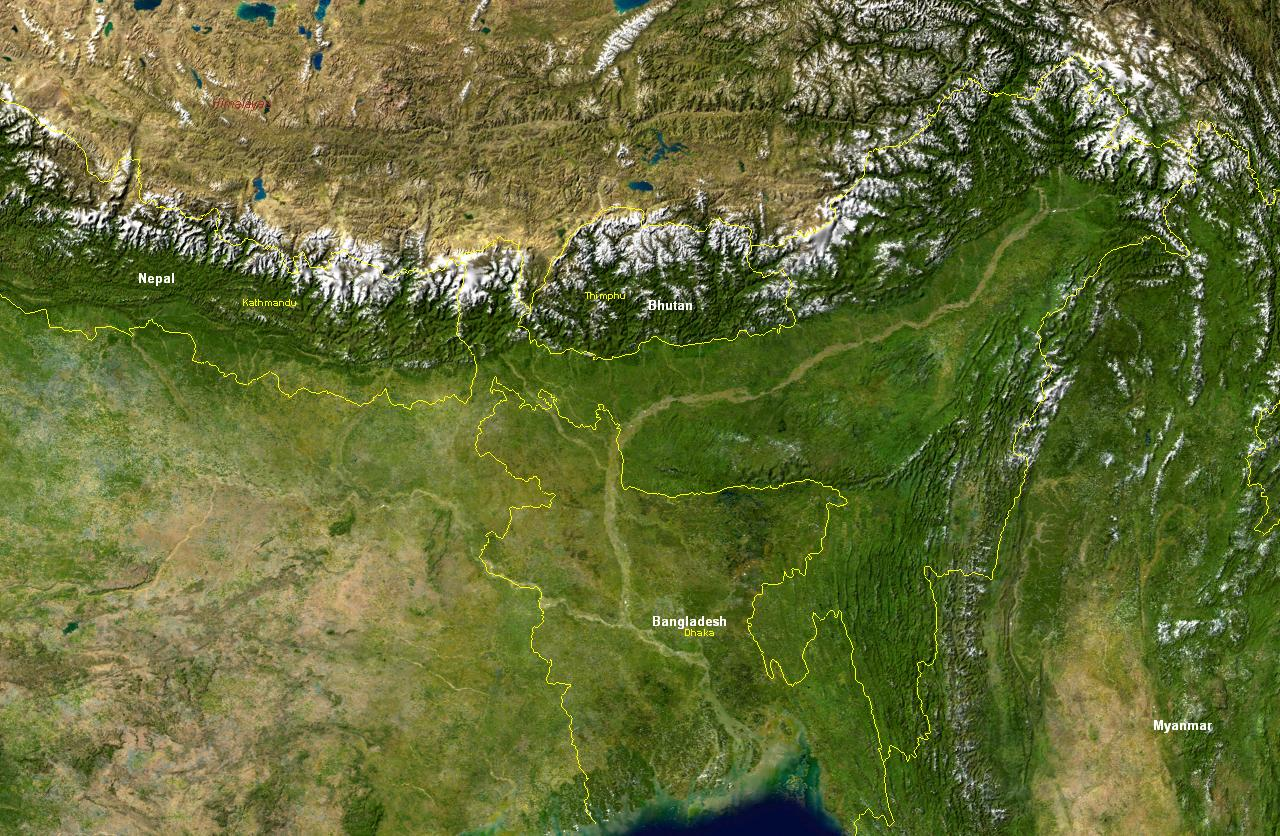
Nepal i okolice widziane z kosmosu

Skrajne punkty – północny 30°27′N, południowy 26°22′N, zachodni 80°05′E, wschodni 88°12′E. Rozciągłość równoleżnikowa wynosi 885 km a południkowa 193 km.
Nepal graniczy z następującymi państwami:
- Indie – 1690 km
- Chiny – 1236 km

Kraj śródlądowy, do najbliższego akwenu (Zatoki Bengalskiej) Nepal dzieli około 530 km.

## Rzeźba terenu
Obszar Nepalu ma strefowy, ułożony równoleżnikowo układ rzeźby terenu. Około 80% powierzchni Nepalu stanowią góry. W układzie większych dolin i pasm górskich widoczna jest pasowość, częściowo pokrywająca się ze strefowością tektoniczną. Najniższy punkt na Nizinie Hindustańskiej leży na wysokości 100 m n.p.m., a najwyższy – 8848 m n.p.m.
Południowe krańce kraju zajmuje aluwialna nizina, wąska na około 25 km. Nizina ta o średniej wysokości 300 m n.p.m. stanowi północy kraniec Niziny Hindustańskiej. Jest to obszar nizinny, podmokły i malaryczny, dawniej w całości porośnięty lasami.
Im dalej na północ tym teren szybko się podnosi, przechodząc od przedgórzy, których średnia wysokość wynosi 800 m n.p.m., poprzez góry Siwalik (800–1200 m n.p.m.), do Himalajów Małych, których średnia wysokość wynosi 2000 m n.p.m., a najwyższe szczyty dochodzą do 2700 m n.p.m. Ich wschodnia część nosi nazwę Mahabharat.
Góry Mahabharat otaczają od południa Kotlinę Katmandu i oddzielają ją od Niziny Hindustańskiej.
W północnej części, wzdłuż granicy z Chinami, ciągną się Himalaje Wysokie (średnia wysokość wynosi około 6000 m n.p.m.) z ośmioma szczytami o wysokości powyżej 8000 m n.p.m. Wznosi się tu najwyższy szczyt kraju – Czomolungma, czyli Mount Everest o wysokości 8848 m n.p.m. Góra ta leży na granicy z Chinami. Poza Mount Everestem do innych ośmiotysięczników należą: Kanczendzonga o wysokości 8586 m n.p.m., Lhotse 8511 m n.p.m., Makalu 8481 m n.p.m., Dhaulagiri 8167 m n.p.m., Manaslu 8156 m n.p.m., Czo Oju 8153 m n.p.m. i Annapurna 8091 m n.p.m. W sumie w Nepalu znajduje się 90 szczytów o wysokości przekraczającej 7000 m n.p.m.

## Budowa geologiczna
Terytorium dzisiejszego Nepalu ma bogatą przeszłość geologiczną.
Himalaje zbudowane są ze skał krystalicznych (magmowych i metamorficznych) oraz ze skał osadowych, które pochodzą z różnych okresów począwszy od prekambru, a na trzeciorzędzie skończywszy.
W erze mezozoicznej na obszarze Himalajów powstało zapadlisko geosynklinalne, natomiast w oligocenie z dna oceanu wynurzył się łańcuch gór. W dolnym miocenie doszło do wielkich nasunięć płaszczowinowych. W zapadliskach śródgórskich, a także na przedpolu gór powstały serie osadów o znacznej miąższości, które w plejstocenie, w końcowym etapie orogenezy alpejskiej zostały sfałdowane i wypiętrzone na znaczne wysokości. Na przedpolu Himalajów, na obszarze gór Siwalik i Niziny Hindustańskiej, powstały w tym czasie grube warstwy osadów molasowych.

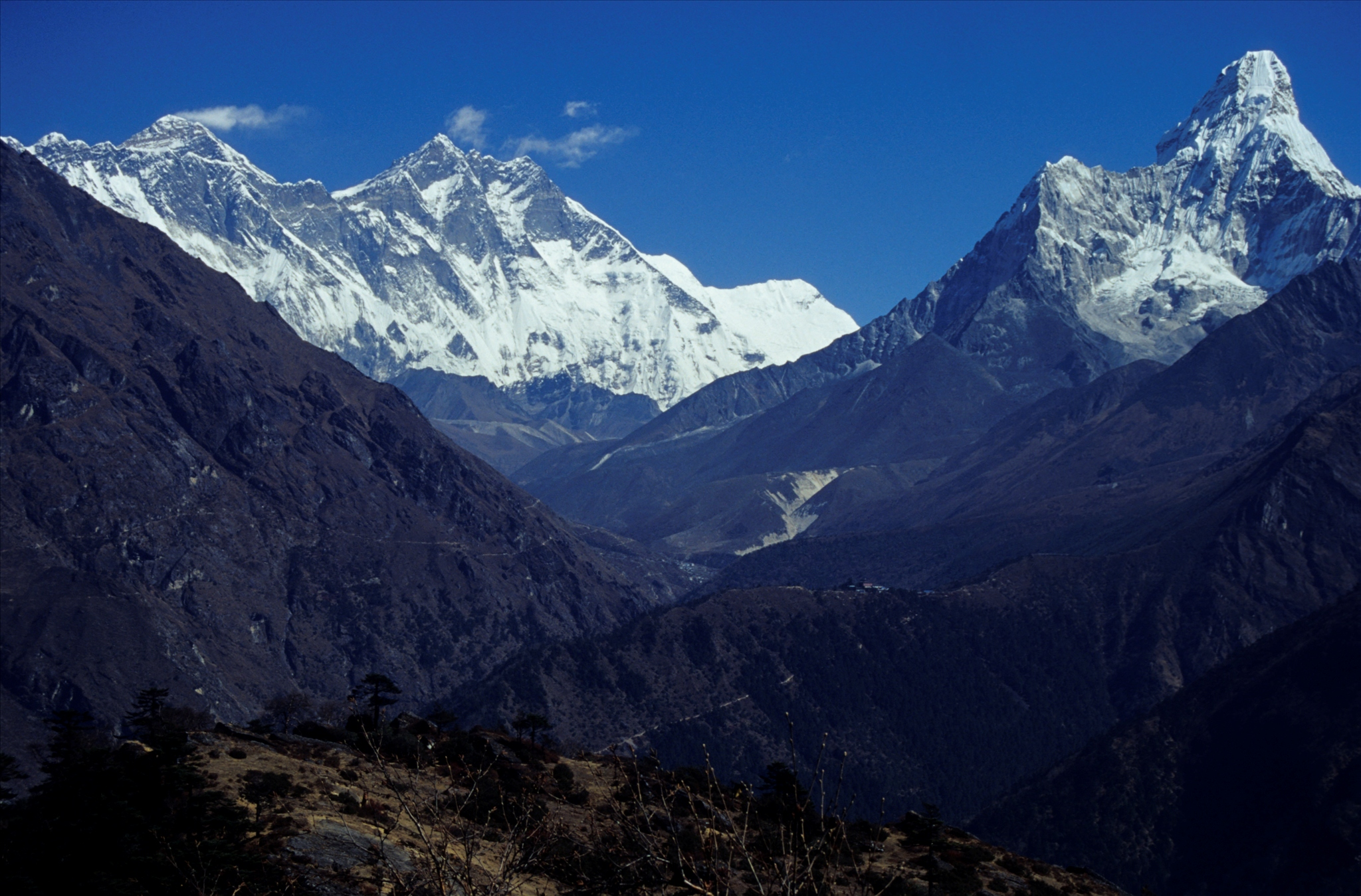
Himalaje Wysokie w pobliżu granicy z Chinami

## Klimat
Himalaje tworzą bardzo wyraźną granicę klimatyczną. Nepal można podzielić na dwie strefy klimatyczne. Zwrotnikową na południu kraju, gdzie wpływ na klimat ma cyrkulacja monsunowa i strefę podzwrotnikową kontynentalną, cechującą się suchym i górskim klimatem. Te strefy różnią się nie tylko wiatrami, temperaturami i ilością opadów, ale i występowaniem pięter klimatycznych.
W sumie można wyróżnić pięć pięter klimatycznych, gdzie temperatura obniża się wraz ze wzrostem wysokości, a wpływ monsunów maleje.
- Do wysokości 1200 m n.p.m. panuje klimat zwrotnikowy monsunowy. Średnia ilość opadów waha się od 1000 mm w części zachodniej do 1700 mm w części wschodniej. Maksimum opadowe przypada na miesiące letnie. Lata są gorące, średnie wartości dobowe wynoszą 38 °C, zimy także są ciepłe i łagodne ze średnią temperaturą około 13 °C. Charakterystyczne są letnie wiatry zwane „loo”, które podnoszą temperaturę powietrza.
- Pomiędzy wysokościami od 1200 do 2100 m n.p.m. panuje klimat umiarkowany, ale o wciąż monsunowej odmianie. Opady są tu wyższe i dochodzą do 2000 mm rocznie Jest to region umiarkowanie ciepły z rozkładem termicznym zbliżony do środkowej Europy. Wysokość 2100 m n.p.m. zamyka strefę wpływów monsunów. Na tych wysokościach góry już stanowią istotną barierę powstrzymującą owe wiatry.
- Między wysokościami 2100 a 3300 m n.p.m. panuje klimat umiarkowany chłodny, o typowym górskim charakterze. Jest to już nieco bardziej suchy region, opady w postaci śniegu w półroczu zimowym i deszczu latem, dochodzą do 1500 mm rocznie. Lata są ciepłe około 15 °C, a zimy dość chłodne około 0 °C. Tę piętro klimatyczne jest typowe dla obszarów alpejskich. W tym regionie nie zaznacza się już wpływ monsunów, które są blokowane przez łańcuchy górskie.
- Od wysokości 3300 do 5000 m n.p.m. panuje klimat alpejski. Jest to region o wartościach opadowych dochodzących do 1000 mm rocznie. Opady głównie śniegu, jedynie latem na niższych wysokościach poniżej 4000 m n.p.m. pada deszcz. Ponad tę wysokość pada już tylko śnieg. Zimy są mroźne, a lata chłodne. Jest to piętro o klimacie podobnym do klimatu jaki panuje w północnej Skandynawii.
- Powyżej 5000 m n.p.m. panuje surowy klimat wysokogórski. Średnie opady wynoszą około 500 mm rocznie, a na wysokościach rzędy 7000 m n.p.m. obniżają się do zaledwie 100 mm rocznie. Jest to piętro suche. Zimy są długie i mroźne, podobnie jak też lata. Temperatura nie przekracza 0 °C. Skąpe opady występują wyłącznie w postaci śniegu. Klimat o cechach aury jaka panuje na syberyjskiej tundrze.

Granica wiecznych śniegów przebiega na wysokości 5000 – 5500 m n.p.m.

## Wody
Nepal posiada gęstą sieć rzeczną. Wszystkie rzeki należą do zlewiska Gangesu, a co za tym idzie do Oceanu Indyjskiego. Główne rzeki Nepalu to: Kali Gandaki, Karnali, Sunkosi i Rapti. Wszystkie rzeki Nepalu płyną w kierunku północ-południe wypływają ze śniegów i lodowców górskich, zasilane dodatkowo deszczami monsunowymi. Rzeki te płynąc w kierunku południowy wyżłobiły na przestrzeni tysięcy lat, głębokie doliny górskie. Rzeki charakteryzują się dużymi spadkami. W lecie w wyniku gwałtownych deszczów monsunowych, ale i też z powodu letniego topnienia śniegów, wezbrane wody powodują gwałtowne powodzie na południu kraju. Rzeki Nepalu są wykorzystywane w celach hydroenergetycznych. Poza rzekami w Nepalu licznie występują lodowce.

## Gleby
Gleby Nepalu są silnie zróżnicowane. Na równinie Tarai Phant występują gleby aluwialne – fluwisole, która mają największą wartość dla nepalskiego rolnictwa. Poza tymi glebami na południu kraju występują buroziemy. Na obszarze przedgórza dominują ferrasole o czerwonożółtej barwie, a także gleby brunatne i szare. Te dwa ostatnie typy gleb wykształciły się na podłożu wulkanicznym, należą więc one do andosoli. Tereny wysokogórskie pokrywają gleby inicjalne – litosole i regosole.

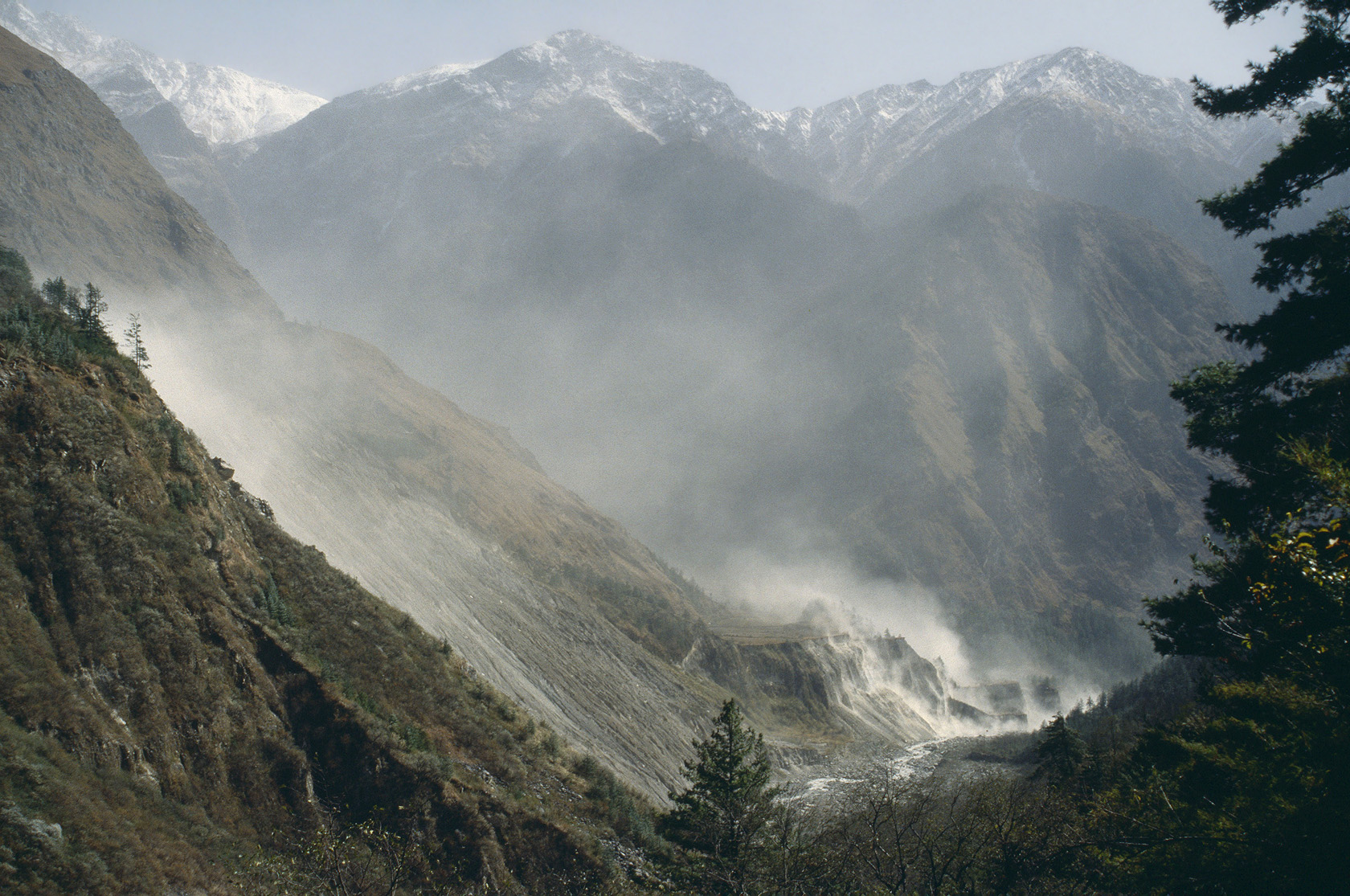
Wysokogórski krajobraz Nepalu

## Flora
Szata roślinna jest ściśle uzależniona od pięter klimatycznych. Do wysokości 1200 m n.p.m. rosną zwrotnikowe wiecznie zielone lasy. W lasach tych rosną palmy, bambusy, akacje, kasztany, semal, drzewa sandałowe oraz liczne liany i epifity. Wyżej rosną lasy liściaste z dębami, wiązami, brzozami i klonami. Powyżej 2000 m n.p.m. rosną lasy iglaste z cedrem himalajskim, jodłą i świerkiem. Bariera lasów przebiega na wysokościach rzędu 3500 – 4000 m n.p.m. Im wyżej tym drzewa stają się coraz bardziej karłowate. Lasy pokrywają obecnie około 15–17% powierzchni ogólnej. Jednak jeszcze w roku 1970 powierzchnia lasów wynosiła około 30%. Lasy są wycinane głównie z powodów rolniczych. To jednak powoduje, że w Nepalu nie tylko erozji ulegają gleby, ale dochodzi do katastrofalnych osunięć ziemi. Na wysokościach mniej więcej 3500 m n.p.m. pojawiają się łąki alpejskie, które wraz ze wzrostem wysokości wypierają ekosystem leśny. Łąki zanikają na wysokościach 5000 m n.p.m. i ustępują one tak zwanej pustyni wysokogórskiej. Są to tereny gdzie dominują nagie skały, przykryte śniegiem i lodowcami.

## Fauna
Zoogeograficznie Nepal jest strefą przejściową pomiędzy azjatyckimi krainami palearktycznymi a orientalnymi. Na południu kraju żyją tygrysy, nosorożce indyjskie, słonie indyjskie, małpy i wiele innych gatunków. Na terenach górskich żyją takie gatunki jak goral, tar, jak będący największym ssakiem kopytnym gór Azji. W Himalajach występują także dzikie owce, koza markur, jeleń i piżmowiec syberyjski. Do górskich drapieżników należą irbis i niedźwiedź himalajski. Najbardziej okazałym przedstawicielem ptaków jest sęp himalajski, a z gadów górne piętra zamieszkuje wąż – mokasyn himalajski i jaszczurka – agama himalajska.
W Nepalu znajduje się dziewięć parków narodowych. Tereny chronione zajmują łącznie 13% powierzchni kraju.